# Privatklinik Meiringen

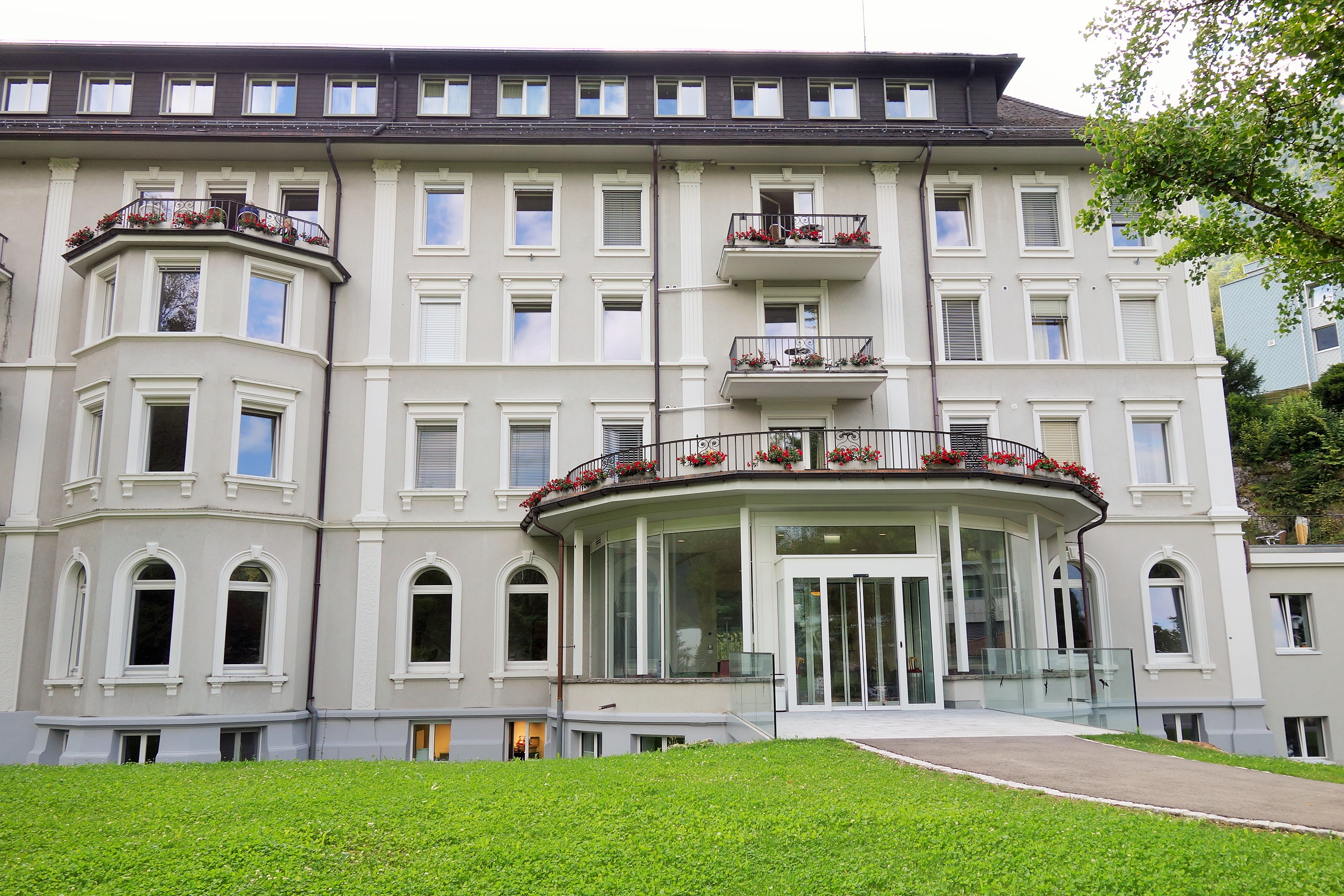
Des Alpes, Privatklinik Meiringen

Die Privatklinik Meiringen ist eine private psychiatrische Klinik in Willigen (Gemeinde Schattenhalb ), nahe bei Meiringen im Kanton Bern.

## Geschichte
Der Ursprung der Privatklinik Meiringen liegt in der im 15. Jahrhundert entdeckten Thermalquelle. 1687 erteilte der Kanton Bern eine Konzession zum Betrieb des Williger-Bades in Willigen. Im 17. und 18. Jahrhundert entstanden auf dem Gelände das Hotel Des Alpes und das Hotel Reichenbach. Nach dem Ersten Weltkrieg gerieten die Häuser in Konkurs und wurden durch eine Bank übernommen.
1916 richtete Fritz Michel-Moser ein Gesuch an die Bankbehörden, dass „die gesamte Hotelbesitzung“ umzubauen sei und „für die Aufnahme, Behandlung und Verpflegung gemüts- und geisteskranker Personen“ einzurichten sei. In Zusammenarbeit mit dem Kanton und der Kantonalbank gelang Fritz Michel die Umnutzung zu einer Klinik, und am 8. Januar 1919 nahm die damalige Anstalt die erste Patientin auf. 1946 erfolgte die eigentliche Privatisierung, indem die zweite Michel-Generation, die Brüder Heinz, Alexander und Adolf, den Besitz von der Berner Kantonalbank erwarben, eine Familienaktiengesellschaft gründeten und den Vertrag mit dem Kanton Bern erneuerten.
Die Klinik wird durch die Familie von Adolf Michel und den Nachkommen von Heinz und Alexander Michel getragen. Aus der dritten Generation sind heute in der Führung tätig: Andreas Michel als CEO und Präsident des Verwaltungsrates sowie Alexander Michel junior als Verwaltungsrat. Seit 2021 wird die Klinik von Direktor Matthias Güdel geleitet.